# Барбора Маронкова
Барбора Маронкова (англ. Barbora Maronkova) — словацький дипломат. Директор Центру інформації та документації НАТО в Україні.

## Життєпис
Закінчила Економічний університет в Братиславі, випускниця Літнього інституту підвищення кваліфікації. Отримала диплом спеціаліста зі зв'язків з громадськістю в Королівському Інститутуті зі зв'язків з громадськістю у Великій Британії.
У 2003 році в Словаччині заснувала і очолила НГО «Центр європейських та північно-атлантичних справ», щоб брати участь у громадських та академічних дискусіях про вступ Словаччини до ЄС і НАТО. Її робота включала в себе суспільні відносини і виступи в засобах масової інформації, публічні виступи, співпрацю з донорами та зацікавленими сторонами, а також управління організацією.
З вересня 2010 року працювала менеджером програм і відповідала за розробку, планування і проведення кампаній з громадської дипломатії в країнах Західних Балкан. Вона активно займалася питаннями партнерства НАТО та «політики відкритих дверей». На цій посаді співпрацювала з країнами-кандидатами під час їх національних кампаніїй з інформування громадськості про членство в НАТО.
Працювала в приватній авіакомпанії Sky Europe Airlines, де відповідала за внутрішні комунікації. З 2012 року керувала Програмою з аналізу та оцінювання управління.
Працювала у Відділі публічної дипломатії НАТО в Брюсселі, будучи координатором Програми спостереження за проектами, спрямованими на підвищення рівня поінформованості про НАТО та просування НАТО в ряді країн-членів НАТО.
З березня 2017 року — очолила Центр інформації та документації НАТО в Україні.